# تيم بورتر
تيم بورتر (بالإنجليزية: Tim Porter؛ مواليد مايو 1974) هو محرر أفلام بريطاني، اشتهر بعمله في مسلسل إتش بي أو، صراع العروش، بالإضافة إلى العديد من المسلسلات التلفزيونية البريطانية البارزة الأخرى. عمل كمحرر ومنتج مشارك في مسلسل البادئة لصراع العروش، آل التنين.

## وصلات خارجية
- تيم بورتر على موقع IMDb (الإنجليزية)